# ヴァッヒェンロート
ヴァッヒェンロート (ドイツ語: Wachenroth) は、ドイツ連邦共和国バイエルン州ミッテルフランケンのエアランゲン＝ヘーヒシュタット郡に属す市場町で、ヘーヒシュタット・アン・デア・アイシュ行政共同体を形成する。この町は、エアランゲンの北約30km、アウトバーンA3にも近いシュタイガーヴァルト南部のライヒェン・エブラハ川沿いに位置する。

## 地理

### 自治体の構成
この町は、公式には10の地区 (Ort) からなる。このうち小集落や孤立農場などを除く集落を以下に列記する。
- アルバッハ
- ブーフフェルト
- ホールバッハ
- ロイマンスヴィント
- ヴァッヒェンロート
- ヴァルマースドルフ
- ヴァインガルツグロイト

## 歴史
- 1008年　初めて文献に登場する。
- 1434年　ヴァッヒェンロートが市場開催権を取得する。
- 1978年　市町村再編により、ヴァインガルツグロイトにブフフェルト、ホルバッハ、ヴァルマースドルフが合併。

## 行政

### 議会
ヴァッヒェンロートの議会は町長を含む14議席からなる。

### 紋章
図柄: 青地を遮るように銀の胸壁。壁には、金地に斜め帯赤い爪を持つ黒い獅子の紋章が掲げられている。壁の上には赤い服を着た見張り番。彼は銀色の角笛を構え、頭には銀の折り返しのある赤い三角帽をかぶっている。紋章の基部は緑地で銀の波帯の中に2匹の向き合った赤いザリガニ。